# Об (департамент)
Вижте пояснителната страница за други значения на Об.
Об (на френски: Aube) е департамент в регион Гранд Ест, северна Франция. Образуван е през 1790 година от югозападните части на провинция Шампан и получава името на река Об. Площта му е 6004 км², а населението – 310 404 души (2016). Административен център е град Троа.